# 1909
1909 (MCMIX) byl rok, který dle gregoriánského kalendáře započal pátkem.

## Události
Česko
- 6. dubna – byl zahájen provoz na dráze Ostrava–Karviná.
- 15. června – v Českých Budějovicích byl zahájen provoz elektrické tramvaje
- 26. srpna – v Jihlavě byl zahájen provoz elektrické tramvaje
- 26. září – batatelská skupina Karla Absolona objevila Přední dóm v Punkevních jeskyní
- Vydán poslední díl Ottova slovníku naučného (vycházel od 1888)

Svět
- Únor – v Šanghaji se koná „Mezinárodní opiová komise“
- Jana z Arku prohlášena blahoslavenou
- 25. července – Louis Blériot jako první přeletěl Lamanšský průliv
- Mladoturecká revoluce
- Dokončení výpravy Roberta Pearyho k severnímu pólu
- 31. března – v loděnici Harland and Wolff v Irském Belfastu byl položen kýl Titaniku

## Vědy a umění
- 4. prosince – V Mnichově proběhla světová premiéra opery Zuzanino tajemství.
- vznik futurismu, v Itálii vydal italský básník Filippo Tommaso Marinetti futuristický manifest
- Andrija Mohorovičić při studiu zemětřesení na Balkánském poloostrově objevil v zemské kůře vrstvu nespojitosti, která je po něm i následně pojmenována

## Nobelova cena
- Nobelova cena za fyziku – Guglielmo Marconi (Itálie) a Karl Ferdinand Braun (Německo)
- Nobelova cena za fyziologii a lékařství – Emil Theodor Kocher (Švýcarsko)
- Nobelova cena za chemii – Wilhelm Ostwald (Německo)
- Nobelova cena za literaturu – Selma Lagerlöfová (Švédsko)
- Nobelova cena za mír – Auguste Marie François Beernaert (Belgie) a Paul Henri d'Estournelles de Constant (Francie)

## Narození

### Česko
- 03. ledna – Jiří Lehovec, dokumentarista, filmový režisér a fotograf († 11. prosince 1995)
- 06. ledna – Marie Ženíšková, herečka († 10. listopadu 1982)
- 10. ledna
  - Emanuela Kittrichová, architektka, návrhářka bytového zařízení a publicistka († 8. prosince 1989)
  - Rudolf Kubín, violoncellista, hudební skladatel a rozhlasový režizér († 11. ledna 1973)
- 18. ledna – Jan Jaroš, kněz, pedagog, právník, kanonista a teolog († 21. března 1985)
- 22. ledna – Josef Kocourek, spisovatel a pedagog († 31. března 1933)
- 26. ledna – Jan Navrátil, česko-rakouský kardiochirurg († 1992)
- 30. ledna – Josef Knop, příslušník Československé armády v zahraničí, generál in memoriam († 1. dubna 1966)
- 08. února – Ota Dub, lékař a spisovatel († 17. května 1987)
- 10. února – Ladislav Hájek, archeolog († 6. října 1987)
- 15. února – Marie Kornelová, spisovatelka a překladatelka († 21. listopadu 1978)
- 17. února
  - Jana Berdychová, zakladatelka cvičení rodičů s dětmi († 21. dubna 2007)
  - Karel Valter, malíř († 17. listopadu 2006)
- 25. února
  - Josef Frank (politik), komunistický politik, oběť čistek († 3. prosince 1952)
  - Josef Mach, herec, scenárista a režisér († 7. července 1987)
- 01. března – Josef Vachek, lingvista († 31. března 1996)
- 05. března – František Štverák, kněz pronásledovaný nacisty i komunisty († 20. srpna 1956)
- 07. března – Jindřich Křeček, malíř, karikaturista a účastník zahraničního odboje († 4. února 1979)
- 15. března – Jaroslava Muchová, malířka, dcera malíře Alfonse Muchy († 9. listopadu 1986)
- 03. dubna
  - Otto Fischer, matematik a statistik († 9. dubna 1975)
  - Veronika Lieblová, manželka válečného zločince Adolfa Eichmanna († 21. listopadu 1997)
  - Vladimír Pecháček, malíř a grafik († 24. srpna 1969)
- 05. dubna – Jindřich Severa, malíř, sochař († 9. listopadu 1980)
- 07. dubna – František Hudeček, grafik, ilustrátor a malíř († 13. května 1990)
- 11. dubna
  - Jaroslav Pecháček, prozaik, výtvarník a publicista († 22. března 1984)
  - Felix Vodička, literární historik († 5. ledna 1974)
- 19. dubna – František Gross, malíř a grafik († 27. července 1985)
- 25. dubna
  - Jaroslav Doubrava, hudební skladatel († 2. října 1960)
- 14. května – Vladimír Kryštovský, kněz, teolog a vysokoškolský profesor († 18. února 1986)
- 16. května – František Kožík, spisovatel († 5. dubna 1997)
- 20. května – Marie Paříková, operní pěvkyně († 30. srpna 1999)
- 23. května – Ladislav Zívr, sochař († 4. září 1980)
- 24. května – Louis Fürnberg, německy píšící spisovatel a diplomat († 23. června 1957)
- 27. května – Antonín Houba, československý hokejový reprezentant († 16. října 1986)
- 30. května – Bobek Bryen, kapelník, houslista a bubeník († 14. února 1983)
- 31. května – Václav Netušil, publicista a překladatel († 1. dubna 1981)
- 06. června – Ivan Jelínek, novinář a spisovatel († 27. září 2002)
- 13. června – Vladimír Neff, spisovatel († 2. července 1983)
- 17. června – Karel Höger, herec († 4. května 1977)
- 18. června – Julius Mackerle, automobilový konstruktér († 11. září 1988)
- 22. června – Vlasta Hilská, profesorka japonské filologie a dějin († 26. května 1968)
- 23. června – Jan Blesík, kněz, redemptorista a spisovatel († červen 1985)
- 28. června – Jindřich Praveček ml., dirigent a skladatel († 11. února 2000)
- 28. července – Karel Šourek, malíř, typograf, scénograf, výtvarný kritik a historik umění († 29. března 1950)
- 01. srpna – Josef Ehm, fotograf, pedagog a redaktor († 8. listopadu 1989)
- 05. srpna – Adolf Šimperský, československý fotbalový reprezentant († 15. února 1964)
- 08. srpna – Štefan Rais, ministr spravedlnosti († 25. dubna 1975)
- 10. srpna – František Bílkovský, malíř, grafik a ilustrátor († 18. října 1998)
- 12. srpna – Bedřich Nikodém, hudební skladatel, trampský písničkář († 19. července 1970)
- 14. srpna – Jiří Voženílek, architekt († 4. listopadu 1986)
- 15. srpna – Maxmilián Hájek, hudební skladatel, sbormistr a dirigent († 16. března 1969)
- 19. srpna – Vladimír Skalička, český jazykovědec a polyglot († 17. ledna 1991)
- 31. srpna – Josef Košťálek, československý fotbalový reprezentant († 21. listopadu 1971)
- 04. září – František Pelcner, československý fotbalový reprezentant († 16. března 1985)
- 05. září
  - Vlasta Děkanová, gymnastka, stříbrná medaile na LOH 1936 v Berlíně († 16. října 1974)
  - Marie Podvalová, operní pěvkyně († 16. května 1992)
- 06. září – Václav Hilský, architekt a urbanista († 7. října 2001)
- 07. září – Ota Kraus, spisovatel († 10. července 2001)
- 20. září
  - Josef Korbel, československý diplomat († 18. července 1977)
  - Richard Týnský, dirigent a hudební režisér († 30. října 1974)
- 22. září
  - Václav Dobiáš, hudební skladatel, pedagog, organizátor a politik († 22. května 1978)
  - Josef Rejfíř, šachista († 4. května 1962)
- 29. září – Ruda Šváb, akademický malíř, ilustrátor, grafik a typograf († 31. března 1989)
- 02. října – Ivan Otto Mikšovič, skaut, novinář a spisovatel († 30. srpna 1987)
- 04. října – František Kopečný, bohemista a slavista († 27. března 1990)
- 17. října – Josef Hubáček, mistr světa v letecké akrobacii († 9. dubna 1988)
- 26. října – Ferdinand Bučina, fotograf a filmař († 10. listopadu 1994)
- 30. října – Terezie Blumová, hlasová pedagožka maďarského původu († 27. října 2008)
- 31. října – Zdeněk Gina Hašler, herec a režisér († 11. listopadu 1972)
- 03. listopadu – Jaroslav Pejša, hudební skladatel († 24. července 1973)
- 04. listopadu – Oldřich Hlavsa, grafik, typograf, redaktor († 27. prosince 1995)
- 05. listopadu – Bruno Sojka, československý automobilový závodník († 30. června 1951)
- 8. listopadu
  - Zdeněk Sláma, tělovýchovný funkcionář a propagátor rugby († 1993)
  - Pavel Taska, slezský malíř, zaměřený na realistickou krajinnou malbou († 2002)
- 13. listopadu – Theodor Martinec, mikrobiolog, rektor Masarykovy univerzity Brno († 7. dubna 1989)
- 15. listopadu – František Panuška, vysokoškolský pedagog, teolog a filosof († 11. února 1992)
- 16. listopadu – Josef Klíma, asyriolog († 30. listopadu 1989)
- 17. listopadu – Karel Raška, epidemiolog († 21. listopadu 1987)
- 18. listopadu – František Taiber, vojenský, zkušební a dopravní pilot († 24. prosince 1973)
- 19. listopadu – Věra Beránková-Ducháčková, sochařka († 1994)
- 20. listopadu – Josef Štafl, mistr cukrář († 16. února 2005)
- 21. listopadu – Bohdan Chudoba, historik a politik († 2. ledna 1982)
- 23. listopadu – Slávka Hamouzová, herečka a zpěvačka († 1989)
- 25. listopadu
  - František Pažout, botanik a pěstitel kaktusů († 1975)
  - Miroslav Homola, herec a operetní zpěvák († 24. října 1983)
- 29. listopadu – Adolf Zábranský, malíř, grafik a ilustrátor († 9. srpna 1981)
- 01. prosince – Karel Burkert, československý fotbalový reprezentant († 26. března 1991)
- 03. prosince – Arnošt Štáfl, malíř († 7. února 2003)
- 05. prosince
  - František Kafka, spisovatel a překladatel († 22. listopadu 1991)
  - Josef Stelibský, klavírista, kapelník a hudební skladatel († 28. dubna 1962)
- 09. prosince – Matylda Čiháková, účastnice protinacistického odboje
- 10. prosince – Otakar Kraus, operní pěvec (barytonista) († 28. července 1980)
- 18. prosince – Josef Adamec, student popravený 17. listopadu 1939 († 17. listopadu 1939)
- 22. prosince – Rudolf Mareš, sekretář Akademické YMCA, za protektorátu významná postava protiněmeckého odboje († 20. října 1944)
- 26. prosince – Oldřich Nejedlý, československý fotbalový reprezentant († 11. června 1990)
- 0?
  - Ján Feješ, generální prokurátor († 1988)

### Svět
- 1. ledna
  - Stepan Bandera, ukrajinský nacionalista († 15. října 1959)
  - Dana Andrews, americký filmový a divadelní herec († 17. prosince 1992)
- 2. ledna
  - Riccardo Cassin, italský horolezec († 6. srpna 2009)
  - Barry Goldwater, americký konzervativní politik († 29. května 1998)
- 4. ledna – Cilly Aussemová, německá tenistka († 22. března 1963)
- 5. ledna – Stephen Cole Kleene, americký matematik a logik († 25. ledna 1994)
- 12. ledna – Archie Cochrane, skotský lékař († 18. června 1988)
- 15. ledna
  - Šmarja Gutman, izraelský archeolog († 22. října 1996)
  - Gene Krupa, americký bubeník a hudební skladatel († 16. října 1973)
- 16. ledna – Clement Greenberg, americký teoretik a kritik umění († 7. května 1994)
- 18. ledna – Oskar Davičo, srbský básník a prozaik († 30. září 1989)
- 22. ledna – U Thant, barmský diplomat, třetí generální tajemník OSN († 25. listopadu 1974)
- 23. ledna – Ester Šimerová-Martinčeková, slovenská malířka († 7. srpna 2005)
- 28. ledna – Colin MacLeod, americký genetik († 11. února 1972)
- 31. ledna – Uberto Bonetti, italský malíř († 10. dubna 1993)
- 3. února – Simone Weil, francouzská filosofka († 24. srpna 1943)
- 4. února – Pavol Braxatoris, slovenský operetní libretista a textař († 19. ledna 1980)
- 5. února – Gražyna Bacewiczová, polská hudební skladatelka a houslistka († 17. ledna 1969)
- 7. února
  - Valentina Petrinská-Muchinová, ruská spisovatelka († 5. června 1993)
  - Hélder Câmara, brazilský teolog, arcibiskup v Recife († 27. srpna 1999)
- 8. února – Kató Lomb, maďarská tlumočnice – jazykový génius († 9. června 2003)
- 15. února – Miep Giesová, žena, která pomáhala skrývat Anne Frankovou († 11. ledna 2010)
- 18. února – Matti Järvinen, finský olympijský vítěz v hodu oštěpem († 22. července 1985)
- 22. února – Alexandr Pečerskij, ruský organizátor a vůdce úspěšného útěku židů ze Sobiboru († 19. ledna 1990)
- 26. února – Talal I., jordánský král († 7. července 1972)
- 6. března – Stanisław Jerzy Lec, polský básník a satirik († 7. května 1966)
- 7. března
  - Léo Malet, francouzský spisovatel († 3. března 1996)
  - Roger Revelle, americký oceánograf († 15. července 1991)
  - Ryszard Siwiec, polská živá pochodeň na protest proti invazi vojsk Varšavské smlouvy do Československa († 12. září 1968)
- 12. března – Herbert Wotte, německý spisovatel a historik umění († 8. března 1989)
- 16. března – Patrick Dean, britský diplomat († 5. listopadu 1994)
- 18. března – Sabir Junusov, uzbecký chemik († 29. listopadu 1995)
- 24. března
  - Clyde Barrow, Bonnie a Clyde, populární zločinci († 23. května 1934)
  - Richard Wurmbrand, rumunský luteránský farář, spisovatel a teolog († 17. února 2001)
- 27. března
  - Antoni Świadek, polský katolický kněz, mučedník, blahoslavený († 25. ledna 1945)
  - Ben Webster, americký jazzový saxofonista a hudební skladatel († 20. září 1973)
  - Golo Mann, německý historik a esejista († 7. dubna 1994)
- 28. března – Ján Mudroch, slovenský malíř († 4. února 1968)
- 30. března – Ernst Gombrich, britský teoretik a historik umění († 3. listopadu 2001)
- 31. března – Robert Brasillach, francouzský proněmecký spisovatel a žurnalista († 6. února 1945)
- 5. dubna
  - Joseph McClelland, americký fotograf († ?)
  - Pjotr Tavrin-Šilo, německý špion († 28. března 1952)
- 8. dubna
  - Štefan Králik, slovenský dramatik († 30. ledna 1983)
  - John Fante, americký prozaik a scenárista († 8. května 1983)
- 13. dubna – Stanisław Ulam, americký matematik († 13. května 1984)
- 17. dubna – Alain Poher, prezident Francie († 9. prosince 1996)
- 21. dubna
  - Rollo May, americký psycholog († 22. října 1994)
  - Karl Scheit, rakouský kytarista, loutnista a hudební pedagog († 22. listopadu 1993)
- 22. dubna
  - Rita Leviová-Montalciniová, italská neuroložka († 30. prosince 2012)
  - Harald Wiesmann, válečný zločinec, zodpovědný za vyhlazení Lidic († 24. dubna 1947)
- 26. dubna – Pavel Golovin, sovětský polární letec († 27. dubna 1940)
- 30. dubna – Juliána Nizozemská, nizozemská královna († 20. března 2004)
- 1. května
  - Július Barč-Ivan, slovenský duchovní, spisovatel a dramatik († 25. prosince 1953)
  - Janis Ritsos, řecký básník a dramatik († 11. listopadu 1990)
- 3. května – Zora Jesenská, slovenská spisovatelka († 21. prosince 1972)
- 8. května – László Rajk, maďarský ministr vnitra a zahraničních věcí († 15. října 1949)
- 9. května
  - Gordon Bunshaft, americký architekt († 6. srpna 1990)
  - Kira Kirillovna Ruská, dcera velkoknížete Kirilla Vladimiroviče Romanova († 8. září 1967)
- 15. května – James Mason, anglický herec († 27. července 1984)
- 17. května – Magda Schneiderová, rakousko-německá herečka († 30. července 1995)
- 18. května
  - Tim N. Gidal, německo-americko-izraelský fotograf († 4. října 1996)
  - Fred Perry, anglický tenista († 2. února 1995)
- 19. května
  - Otto Kaušitz, slovenský libretista, textař a překladatel († 30. dubna 1982)
  - Nicholas Winton, britský makléř zachránce židovských dětí († 1. července 2015)
- 30. května – Benny Goodman, „Král swingu“ († 13. června 1986)
- 31. května – Giovanni Palatucci, italský právník, Spravedlivý mezi národy († 10. února 1945)
- 3. června – Ernst vom Rath, německý diplomat († 9. listopadu 1938)
- 4. června – Eino Antero Luukkanen, finský stíhací pilot († 10. dubna 1964)
- 6. června – Isaiah Berlin, rusko-britský filosof († 5. listopadu 1997)
- 7. června
  - Virginia Apgarová, americká pediatrička († 7. srpna 1974)
  - Jessica Tandy, anglická herečka († 11. září 1994)
- 17. června – Régine Pernoudová, francouzská historička († 22. dubna 1998)
- 20. června – Errol Flynn, americký filmový herec australského původu († 14. října 1959)
- 23. června – Li Sien-nien, prezident Čínské lidové republiky († 21. června 1992)
- 1. července – Juan Carlos Onetti, uruguayský spisovatel († 30. května 1994)
- 2. července – Walter Jacobi, německý válečný zločinec, vedoucí úřadovny SD v Praze († 3. května 1947)
- 3. července – Stavros Niarchos, řecký rejdař a miliardář († 16. dubna 1996)
- 12. července – Constantin Noica, rumunský filozof († 4. prosince 1987)
- 15. července
  - William Gemmell Cochran, skotský matematik († 29. března 1980)
  - Hendrik Casimir, nizozemský fyzik († 4. května 2000)
- 18. července
  - Muhammad Dáúd Chán, první afghánský prezident († 28. dubna 1978)
  - Andrej Andrejevič Gromyko, sovětský politik, ministr zahraničních věcí († 2. července 1989)
  - Masaru Kacumi, japonský kritik a teoretik designu († 10. listopadu 1983)
- 22. července
  - Licia Albanese, americká operní sopranistka italského původu († 15. srpna 2014)
  - Francis Leroy Stewart, americký fotograf († 23. srpna 1992)
- 27. července – George Saling, americký olympijský vítěz v běhu na 110 metrů překážek z roku 1932 († 15. dubna 1933)
- 28. července
  - Aenne Burdová, německá „Královna odívání“ († 3. listopadu 2005)
  - Malcolm Lowry, anglický básník a spisovatel († 26. června 1957)
- 30. července – Cyril Northcote Parkinson, britský důstojník, historik a spisovatel († 9. března 1993)
- 3. srpna
  - Walter Van Tilburg Clark, americký spisovatel († 10. listopadu 1971)
  - Neal E. Miller, americký psycholog († 23. března 2002)
- 4. srpna – Roberto Burle Marx, brazilský zahradní architekt († 4. června 1994)
- 8. srpna – Charles Lyttelton, 10. vikomt Cobham, britský šlechtic a politik († 20. března 1977)
- 10. srpna
  - Leo Fender, americký výrobce elektrických kytar († 21. března 1991)
  - Claude Thornhill, americký jazzový klavírista († 2. července 1965)
- 17. srpna – Fritz Hippler, německý filmový režisér († 22. května 2002)
- 19. srpna – Jerzy Andrzejewski, polský spisovatel († 19. dubna 1983)
- 20. srpna
  - Martin A. Hansen, dánský prozaik († 27. června 1955)
  - Olga Rubcovová, sovětská mistryně světa v šachu († 13. prosince 1994)
- 25. srpna
  - Paul Steinitz, anglický varhaník a pedagog († 21. dubna 1988)
  - Arwel Hughes, velšský hudební skladatel, dirigent a varhaník († 23. září 1988)
- 27. srpna
  - Leo Sexton, americký olympijský vítěz ve vrhu koulí († 6. září 1968)
  - Lester Young, americký jazzový saxofonista († 15. března 1959)
- 29. srpna – Ľudovít Absolon, slovenský fotograf († 16. června 1988)
- 3. září – Janez Hribar, slovinský komunista, politik a národní hrdina († 23. říjen 1967)
- 4. září
  - Alexander Moyzes, slovenský skladatel († 20. listopadu 1984)
  - Johannes Willebrands, nizozemský kardinál, arcibiskup Utrechtu († 2. srpna 2006)
- 7. září – Elia Kazan, americký herec, spisovatel a režisér řeckého původu († 28. září 2003)
- 10. září – Witold Henryk Paryski, polský horolezec a historik († 16. prosince 2000)
- 10. září
  - Irakli Abašidze, gruzínský básník († 14. ledna 1992)
  - Witold Henryk Paryski, polský horolezec a historik († 16. prosince 2000)
- 21. září – Kwame Nkrumah, první prezident Ghany († 27. dubna 1972)
- 22. září
  - Martti Johannes Larni, finský spisovatel († 7. března 1993)
  - David Riesman, americký právník a sociolog († 10. května 2002)
- 2. října – Margita Figuli, slovenská spisovatelka († 27. března 1995)
- 5. října
  - Bohdan-Ihor Antonyč, ukrajinský spisovatel († 6. července 1937)
  - Edward Osóbka-Morawski, polský ministerský předseda († 9. srpna 1997)
- 7. října – Šura Čerkasskij, americký klavírista († 27. prosince 1995)
- 11. října – Ronald Richter, argentinský fyzik rakouského původu († 29. prosince 1991)
- 13. října – Art Tatum, americký jazzový klavírista († 5. listopadu 1956)
- 18. října – Norberto Bobbio, italský filozof, politolog a historik († 9. ledna 2004)
- 20. října
  - Carla Laemmle, americká herečka († 12. června 2014)
  - Monique Haasová, francouzská klavíristka († 9. června 1987)
- 24. října – Bill Carr, americký sprinter, dvojnásobný olympijský vítěz († 14. ledna 1966)
- 25. října – Jan Tacina, sovětský herec († 18. července 2002)
- 27. října – Daniil Sagal, polský hudebník a folklorista († 16. prosince 1990)
- 28. října – Francis Bacon, britský figurativní malíř († 28. dubna 1992)
- 5. listopadu – Ivo Lapenna, chorvatský profesor mezinárodního práva a dějin diplomacie a esperantista († 15. prosince 1987)
- 9. listopadu – André Clot, francouzský historik († 2002)
- 12. listopadu – Július Nemčík, slovenský malíř († 7. ledna 1986)
- 18. listopadu – Johnny Mercer, americký textař († 25. června 1976)
- 19. listopadu – Peter Drucker, americkým teoretik a filosof managementu († 11. listopadu 2005)
- 22. listopadu – Michail Leonťjevič Mil, ruský konstruktér vrtulníků († 31. ledna 1970)
- 24. listopadu
  - Gerhard Gentzen, německý matematik a logik († 4. srpna 1945)
  - Cyprián Majerník, slovenský malíř († 4. července 1945)
- 26. listopadu – Eugène Ionesco, francouzský dramatik a básník († 28. března 1994)
- 28. listopadu
  - David Miller, americký filmový režisér († 14. dubna 1992)
  - Aleksandar Ranković, jugoslávský politik († 20. srpna 1983)
- 2. prosince – Marion Dönhoffová, německá novinářka a šlechtična († 11. dubna 2002)
- 4. prosince – Karel Pius Rakousko-Toskánský, rakouský arcivévoda († 24. prosince 1953)
- 20. prosince – Re'uven Šiloach, první ředitel izraelské zpravodajské služby Mosad († 10. května 1959)
- 24. prosince – Adam Rapacki, ministr zahraničí Polska († 10. října 1970)
- 27. prosince – Henryk Jabłoński, prezident Polska († 27. ledna 2003)
- ? – Habíb Elghanian, vůdce íránské židovské komunity († 9. května 1979)
- ? – Jerucham Zeisel, izraelský politik a starosta města Haifa († 26. května 1987)
- ? – Gwynne Edwards, velšský violista a pedagog († 9. června 2000)

## Úmrtí

### Česko
- 14. ledna – Quido Havlasa, český hudební skladatel, dirigent, sbormistr a varhaník (* 2. května 1839)
- 4. února – Antonín Rezek, český historik (* 13. ledna 1853)
- 21. února – Julius Gomperz, český politik německé národnosti (* 21. listopadu 1823)
- 22. února – Tomáš Černý, český právník a politik (* 18. srpna 1840)
- 28. února – Erwin Dubský, český šlechtic, cestovatel a politik (* 23. června 1836)
- 23. března – Karel Javůrek, český malíř (* 30. července 1815)
- 31. března – Augustin Satra, český malíř (* 30. listopadu 1877)
- 4. dubna – Otakar Georgius Paroubek, spisovatel, kartograf, dramatik a cestovatel (* 14. března 1856)
- 22. dubna – Jan Kaftan, český železniční inženýr a politik (* 11. září 1841)
- 28. dubna – Otto Biermann, český matematik (* 5. listopadu 1858)
- 6. května – Jan Pažout, český malíř (* 23. května 1876)
- 31. května – Emil Johann Lauffer, malíř (* 28. června 1837)
- 9. června – Robert von Weinzierl, severočeský archeolog a přírodovědec (* 29. března 1855)
- 3. července – František Dolejška, učitel kaligrafie a těsnopisu (* 1838)
- 23. července – František Ringhoffer III., český a rakouský podnikatel, poslanec Českého zemského sněmu (* 22. listopadu 1844)
- 31. července – Josef Matějka, český spisovatel (* 29. března 1879)
- 2. srpna
  - Josef Zítek, architekt (* 4. dubna 1832)
  - Antonín Kotěra, pedagog, zakladatel obchodní školy v Plzni (* 20. února 1844)
- 20. srpna – Quido Bělský, český architekt (* 5. ledna 1855)
- 27. srpna – František Janeček, český skladatel působící na Slovensku (* 22. ledna 1837)
- 13. září – Franz Zeischka, dirigent (* 10. února 1869)
- 16. září – Josef Štěrba, probošt litoměřické kapituly (* 18. března 1841)
- 1. října – Vilemína Auerspergová, česká hraběnka z rodu Kinských (* 5. dubna 1857)
- 4. října – Karel Lier, herec a režisér (* 14. listopadu 1845)
- 14. října – F. B. Batovec, český velkoobchodník a průmyslník (* 5. října 1846)
- 17. října – Dürrüaden Kadınefendi, druhá manželka osmanského sultána Mehmeda V. (* 10. října 1867)
- 7. listopadu – Jan Baptista Lambl, český chemik, profesor agronomie (* 9. srpna 1826)
- 10. listopadu – Alois Hnilička, hudební skladatel a sbormistr (* 21. března 1826)
- 12. listopadu – Julius Lippert, rakouský a český historik a politik (* 12. dubna 1839)
- 28. listopadu – Emanuel Jan Křtitel Schöbel, 14. biskup litoměřický (* 12. února 1824)
- 29. listopadu – František Bačkovský, český literární vědec (* 2. listopadu 1854)
- 3. prosince – Jan Bochenek, český malíř (* 2. května 1831)
- 11. prosince – Bohumil Matějka, český spisovatel a historik (* 11. června 1867)
- 12. prosince – Jan Harrach, politik, mecenáš a podnikatel (* 2. listopadu 1828)
- 13. prosince – Antonín Pikhart, překladatel ze španělštiny a katalánštiny (* 7. dubna 1861)
- 21. prosince – Karel Halíř, houslista a pedagog (* 1. února 1859)
- 25. prosince – Emanuel von Proskowetz starší, rakouský průmyslník a politik (* 11. prosince 1818)
- 29. prosince – Hermenegild Jireček, český právní historik (* 13. dubna 1827)

### Svět
- 8. ledna – Harry Govier Seeley, britský paleontolog (* 18. února 1839)
- 12. ledna – Hermann Minkowski, polský matematik (* 22. června 1864)
- 14. ledna – Zinovij Petrovič Rožestvenskij, viceadmirál ruského carského námořnictva (* 11. listopadu 1848)
- 18. ledna – Robert Hausmann, německý violoncellista, hudební skladatel, editor a pedagog (* 13. srpna 1852)
- 21. ledna – Mezidimestan Kadınefendi, manželka osmanského sultána Abdulhamida II. (* 3. března 1869)
- 25. ledna – Bezmiara Kadınefendi, konkubína osmanského sultána Abdulmecida I. (* 1834)
- 4. února – Charles Roscoe Savage, britský fotograf (* 16. srpna 1832)
- 8. února – Mieczysław Karłowicz, polský hudební skladatel (* 11. prosince 1876)
- 16. února – Pierre Petit, francouzský litografik a fotograf (* 15. srpna 1832)
- 17. února
  - Vladimír Alexandrovič Romanov, ruský velkokníže (* 22. dubna 1847)
  - Geronimo, apačský náčelník (* 1829)
  - Carl Bolle, německý přírodovědec (* 21. listopadu 1821)
- 26. února
  - Hermann Ebbinghaus, německý filosof a psycholog (* 24. ledna 1850)
  - Leonard Piętak, předlitavský politik (* 24. února 1841)
- 1. března – Marie Terezie Trani, dcera bavorské vévodkyně Matyldy a hraběte Ludvíka Trani (* 15. ledna 1867)
- 6. března – João Barbosa Rodrigues, brazilský botanik (* 22. června 1842)
- 8. března – Léon Théry, francouzský automobilový závodník (* 16. dubna 1879)
- 23. března – Wojciech Dzieduszycki, předlitavský politik (* 13. července 1848)
- 24. března – John Millington Synge, irský spisovatel (* 16. dubna 1871)
- 25. března – Ruperto Chapí, španělský hudební skladatel (* 27. března 1851)
- 27. března – Theodor Haase, evangelický duchovní a liberální politik (* 14. července 1834)
- 2. dubna – Elena Cuza, moldavská a rumunská šlechtična (* 17. června 1825)
- 6. dubna – Franz Wickhoff, rakouský historik umění (* 7. května 1853)
- 8. dubna – Venceslaus Ulricus Hammershaimb, faerský lingvista (* 25. března 1819)
- 9. dubna – André Laurie, francouzský spisovatel (* 7. dubna 1844)
- 23. dubna – Adolf von Jorkasch-Koch, předlitavský státní úředník a politik (* 3. října 1848)
- 27. dubna – Moritz Hinträger, rakouský architekt (* 24. listopadu 1831)
- 10. května – Futabatei Šimei, japonský spisovatel (* 4. dubna 1864)
- 18. května – George Meredith, anglický spisovatel viktoriánské éry (* 12. února 1828)
- 14. června – Witold Wojtkiewicz, polský malíř (* 29. prosince 1879)
- 19. června – Lajos Abafi, maďarský entomolog, historik a spisovatel (* 11. února 1840)
- 9. července – Kazimír Felix Badeni, polský šlechtic, předseda vlády Předlitavska (* 14. října 1846)
- 11. července – Simon Newcomb, kanadsko-americký matematik a astronom (* 12. března 1853)
- 22. července – Detlev von Liliencron, německý básník, dramatik a spisovatel (* 3. června 1844)
- 2. srpna – Julius von Latscher-Lauendorf, rakousko-uherský generál a politik (* 22. července 1846)
- 8. srpna – Svatá Mary MacKillopová, australská řeholnice, která pečovala o vzdělání chudých (* 15. ledna 1842)
- 13. srpna – Paul Gerber, německý fyzik (* 1. ledna 1854)
- 19. září – Maximilian von Proskowetz, rakouský agronom, diplomat, cestovatel (* 4. listopadu 1851)
- 20. srpna – Ludwig Gumplowicz, polský právník a sociolog (* 9. března 1838)
- 22. srpna
  - Henry Radcliffe Crocker, britský dermatolog (* 6. března 1846)
  - Ferdinand Schmidt, německý fotograf (* 19. června 1840)
- 23. srpna – Liu O, čínský spisovatel (* 18. října 1857)
- 25. srpna – Vissarion Džugašvili, otec Josifa Stalina (* 1850)
- 27. září – Ferdinand Maria Heinrich von Buquoy, ministr zemědělství Předlitavska (* 15. září 1856)
- 8. října – Naftali Herz Imber, židovský básník (* 27. prosince 1856)
- 13. října – Francisco Ferrer, katalánský volnomyšlenkář a anarchista (* 10. ledna 1859)
- 16. října – Jakub Bart-Ćišinski, lužickosrbský spisovatel (* 20. srpna 1856)
- 17. října – Dürrüaden Kadınefendi, druhá manželka osmanského sultána Mehmeda V. (* 16. května 1860)
- 19. října – Cesare Lombroso, italský lékař, biolog a kriminolog (* 6. listopadu 1835)
- 26. října – Hirobumi Itó, ministerský předseda Japonska (* 16. října 1841)
- 2. listopadu – Gustav Kraatz, německý entomolog (* 13. března 1831)
- 10. listopadu – Ludwig Schytte, dánský pianista, skladatel, pedagog a lékárník (* 28. dubna 1848)
- 29. listopadu – Samuel Mikler, slovenský evangelický kněz, náboženský spisovatel (* 1. července 1835)
- 30. listopadu – Karel Teodor Bavorský, vévoda a oční lékař (* 9. srpna 1839)
- 1. prosince – Henri Vallienne, francouzský lékař, esperantista (* 19. listopadu 1854)
- 13. prosinec – Innokentij Fjodorovič Anněnskij, ruský symbolistický básník (* 1. září 1856)
- 15. prosince – Francisco Tárrega, španělský kytarista a hudební skladatel (* 21. listopadu 1852)
- 16. prosince – Adelaida Löwenstein-Wertheim-Rosenberg, manželka Michala I. Portugalského (* 3. dubna 1831)
- 17. prosince – Leopold II. Belgický, belgický král (* 9. dubna 1835)
- 18. prosince
  - Michail Nikolajevič Ruský, nejmladší syn ruského cara Mikuláše I. (* 25. října 1832)
  - Samuel Czambel, slovenský jazykovědec a překladatel (* 24. srpna 1856)
- 24. prosince – Gabriela Hatzfeldová, hraběnka z Ditrichštejna (* 8. prosince 1825)
- 25. prosince – Richard Bowdler Sharpe, anglický zoolog a ornitolog (* 22. listopadu 1847)
- 26. prosince
  - William Abner Eddy, americký novinář, fotograf a vynálezce (* 28. ledna 1850)
  - Frederic Remington, americký malíř (* 4. října 1861)
- ? – Eugène Pirou, francouzský fotograf a režisér (* 1841)
- ? – John Robert Parsons, irský fotograf (* 1825)

## Hlavy států
- České království – František Josef I.
- Papež – Pius X.
- Království Velké Británie – Eduard VII.
- Francouzská republika – Armand Fallières
- Uherské království – František Josef I.
- Rakouské císařství – František Josef I.
- Japonsko – Meidži
- Čínské císařství – Süan-tchung (Pchu-i)